# Elissos
L'Elissos è un piccolo fiume della Grecia il cui corso è interamente compreso nella prefettura della Corinzia, nel Peloponneso nord-orientale. Nasce nei pressi di Nemea e, dopo un corso di circa 60 Km, sfocia nel Golfo di Corinto nei pressi del porto della città omonima.